# باندا دل ریو سالی
باندا دل ریو سالی (به اسپانیایی: Banda del Río Salí) یک منطقهٔ مسکونی در آرژانتین است که در Cruz Alta Department واقع شده‌است. باندا دل ریو سالی ۶۳٬۲۲۶ نفر جمعیت دارد و ۴۲۵ متر بالاتر از سطح دریا واقع شده‌است.